# Žlebská Lhotka
Žlebská Lhotka je malá vesnice, část obce Žlebské Chvalovice v okrese Chrudim. Nachází se 1 km na severozápad od Žlebských Chvalovic na úpatí Železných hor. V roce 2009 zde bylo evidováno 34 adres. V roce 2001 zde trvale žilo 6 obyvatel.
Žlebská Lhotka leží v katastrálním území Žlebské Chvalovice o výměře 3,59 km2.

## Další fotografie

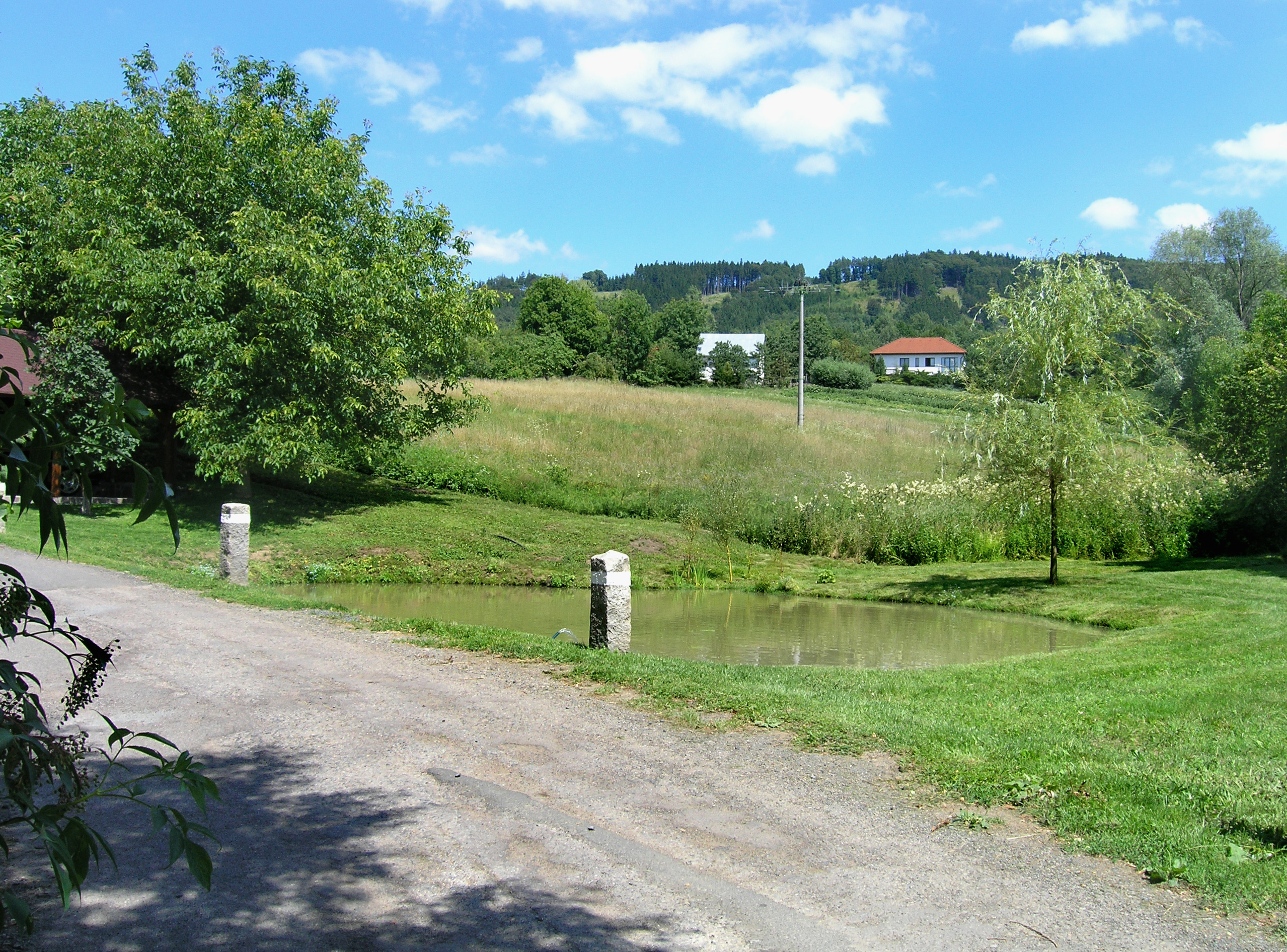
Rybníček v Žlebské Lhotce
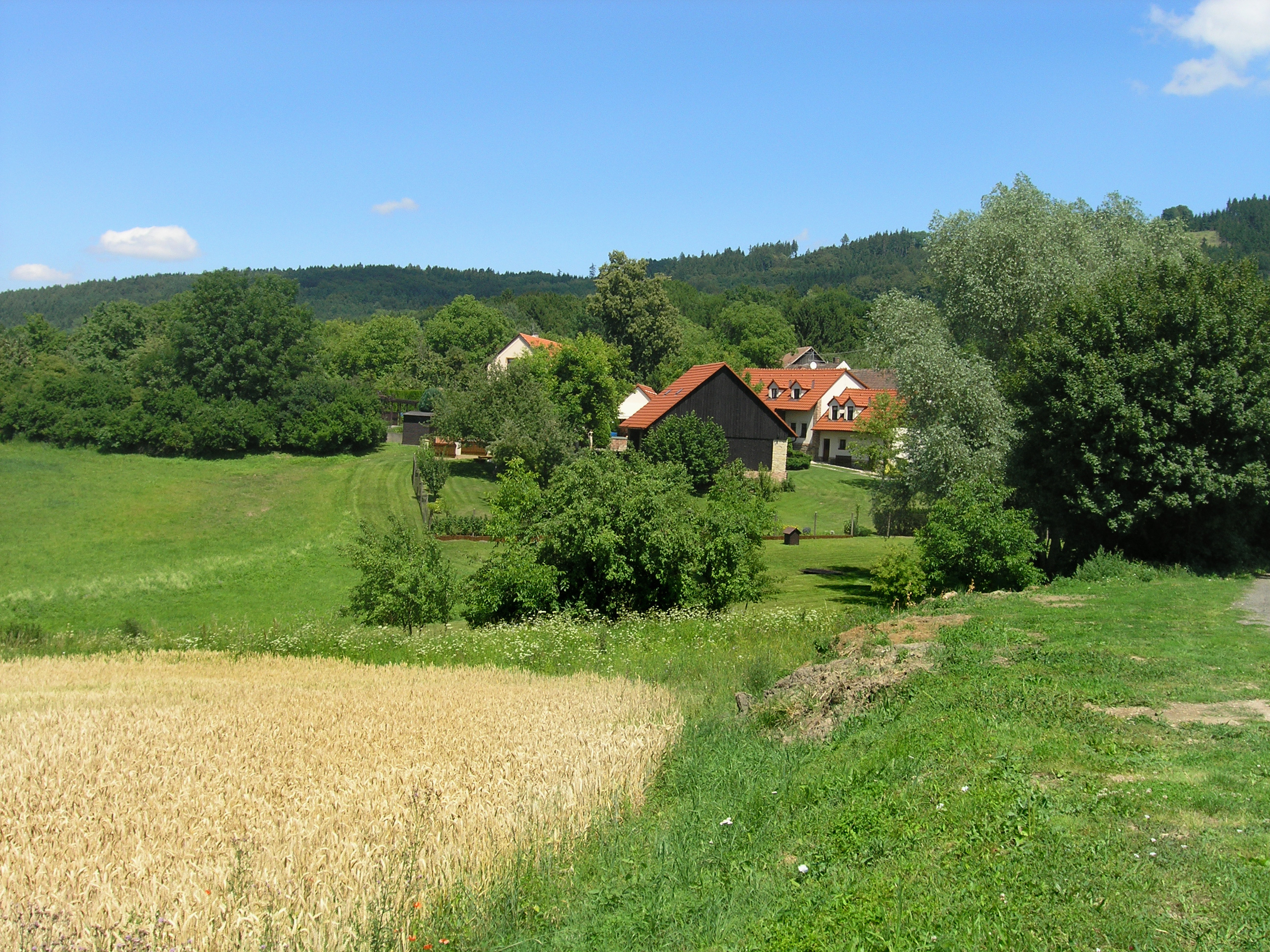
Žlebská Lhotka od jihu